# EXtra.cz
eXtra.cz je český bulvární a společenský server. 

## Popis
Web vznikl v březnu 2013 a vedle zpráv ze světa celebrit, životního stylu, sportu a zábavy, nabízí i horoskopy, vlastní reportáže a rozhovory.
Podle statistik Sdružení pro internetový rozvoj v prosinci 2023 zaznamenal web přes 20 milionů návštěv s více než 202 miliony zobrazeními, čímž se dostal mezi nejnavštěvovanější v Česku. Cílem webu je udržet čtenáře na stránce co nejdéle.
Hlavní příjem webu eXtra.cz plyne z prodeje reklamního prostoru.

## Provozovatel
Od roku 2023 se provozovatelem webu stalo vydavatelství Burda International CZ, které je součástí mezinárodního koncernu Hubert Burda Media. Akvizicí předešlého vydavatele Extra Online Media tak vznikl multimediální dům BurdaMedia Extra. Ten v Česku provozuje mj. weby Elle, Marianne, Svět ženy, Apetit, Chip nebo Naše krásná zahrada.
V minulosti byl web eXtra.cz součástí vydavatelství Extra Online Media (EOM), vlastněné Tomášem Kačenou (mj. zakladatelem Info.cz). EOM dále provozoval weby Lifee.cz, G.cz, OneTV.cz, ExtraStory.cz a Extralife.cz. Investorem vydavatelství byl český internetový podnikatel Jan Barta.

## Redakce
Prvním šéfredaktorem webu eXtra.cz byl Pavel Novotný, který předtím vedl bulvární týdeník Spy. Na postu šéfredaktora jej v roce 2015 vystřídal Josef Šťastna, který do té doby působil jako šéfeditor portálu TN.cz televize Nova. V lednu 2021 se v pořadí třetím šéfredaktorem eXtra.cz stal Jan Potměšil, který předtím osm let působil v České televizi, kde zastával pozici manažera vývoje a vedoucího centra dramaturgie hudební, divadelní a zábavní tvorby a na přidělené projekty dohlížel coby pověřený kreativní producent. V prosinci 2021 jej na postu šéfredaktora bulvárního webu eXtra.cz nahradil Karen Mchitarjan, který přišel z webu Expres.cz vydavatelství Mafra, kde působil jako reportér.